# Fågletjärnet, Bohuslän
Fågletjärnet är en sjö i Tanums kommun i Bohuslän och ingår i Enningdalsälvens huvudavrinningsområde. Sjön är 7,2 meter djup, har en yta på 0,04 kvadratkilometer och är belägen 108 meter över havet. Vid provfiske har abborre och mört fångats i sjön.